# Nicolas Ziebarth
Nicolas Robert Ziebarth (* 25. Mai 1982 in Frankfurt am Main) ist ein deutscher Wirtschafts- und Sozialwissenschaftler, der auf dem Gebiet der Arbeitsmarkt- und Gesundheitsökonomie forscht. Er ist seit Juli 2022 Leiter des Forschungsbereichs „Arbeitsmärkte und Sozialversicherungen“ am ZEW Mannheim. Zudem hat er eine Professur an der Universität Mannheim für Volkswirtschaftslehre, Arbeitsmarktpolitik inne. Er war von 2011 bis 2022 Professor an der Cornell-Universität in den USA. Er ist Research Fellow am Forschungsinstitut zur Zukunft der Arbeit sowie dem National Bureau of Economic Research (NBER).

## Leben
Nicolas Ziebarth schloss 2006 das Studium der Volkswirtschaftslehre als Diplom-Volkswirt sowie das Studium der Betriebswirtschaftslehre als Diplom-Betriebswirt an der Technischen Universität Berlin ab. Von 2006 bis 2011 war er Mitglied des DIW Graduate Centers und der Abteilung Sozio-oekonomisches Panel (SOEP) am Deutschen Institut für Wirtschaftsforschung. Er wurde im Jahr 2011 von Gert G. Wagner und Regina T. Riphahn an der Technischen Universität Berlin in Fach Volkswirtschaftslehre promoviert.

## Schriften (Auswahl)
- Jelliffe, E., Pangburn, P., Pichler, S. and N. R. Ziebarth (2021): "Awareness and Use of (Emergency) Sick Leave: US employees’ Unaddressed Sick Leave Needs in a Global Pandemic," Proceedings of the National Academy of Sciences, 118 (29): e2107670118.
- Marcus, J., Siedler, T. and N. R. Ziebarth (2021): "The Long-Run Effects of Sports Club Vouchers for Primary School Children,” American Economic Journal: Economic Policy, Im Erscheinen.
- Pichler, S., Wen, K. and N. R. Ziebarth (2021): "Positive Health Externalities of Mandating Paid Sick Leave," Journal of Policy Analysis and Management, 40(3): 715-743.
- Arni, P., Dragone, D., Goette, L. and N. R Ziebarth (2021): “Biased Health Perceptions and Risky Health Behaviors,” Journal of Health Economics, 76: 102425
- Pichler, S., Wen, K. and N. R. Ziebarth (2020): “COVID-19 Emergency Sick Leave Has Helped to Flatten the Curve,” Health Affairs, 39(12).
- Pichler, S. and N. R. Ziebarth (2020): "Labor Market Effects of US Sick Pay Mandates," Journal of Human Resources, 55(2): 611-659.
- Jin, L. and N. R. Ziebarth (2020): "Sleep, Health, and Human Capital: Evidence from Daylight Saving Time," Journal of Economic Behavior & Organization. 170: 174-192.
- Pichler, S. and N. R. Ziebarth (2020): "Sick Leave and Medical Leave in the United States: A Categorization and Recent Trends,” in Mathur, A. and C. Ruhm (Eds.): Paid Leave for Illness, Medical leave and Disabilities, Chapter 3, pages 31-59, first edition, AEI-Brookings Paid Leave Project, November 2020.